# Palaeozygopleuridae
De Palaeozygopleuridae zijn een familie van uitgestorven weekdieren uit de klasse van de Gastropoda (slakken).